# فروست ونيكسون (فلم)
فروست ونيكسون (بالإنجليزية: Frost/Nixon) هو فيلم تم إنتاجه في الولايات المتحدة والمملكة المتحدة وصدر في سنة 2008.

## القصة
قصة خيالية للكاتب (بيتر مورجان) عن معركة بين الرئيس الذي تعرض لتوه لوصمة عار في سيرته (ريتشارد نيكسون) والمذيع التلفزيوني الشهير (ديفيد فروست) في اللقاء التاريخي الذي غير حياة كلٍ منهما للأبد. بعد ثلاث سنوات من الصمت عقب طرده من عمله، يقرر نيكسون في ربيع 1977 أن يظهر في مواجهة تلفزيونية عن سنوات رئاسته، وفضيحة (وتر جيت) التي كانت سبب خروجه من الحكم، مستغلًا في ذلك شعبية (ديفيد فروست) علّه يستطيع أن يحسّن صورته لدى الرأي العام الأمريكي، لكنه لم يكن يعلم أن الفريسة لا يمكن أن تصبح صيادًا.

## الميزانية والإيرادات
بلغت تكلفة إنتاج الفيلم حوالي 25 مليون دولار بينما حقق أرباحا تقدر بـ 	$27,426,335[.

### ترشيحات وجوائز
| السنة | الحدث  | الفئة     | النتيجة |
| ----- | ------ | --------- | ------- |
|       | أوسكار | أفضل فيلم | ترشـيـح |

## وصلات خارجية
- مقالات تستعمل روابط فنية بلا صلة مع ويكي بيانات